# フィリッポ・ネリ
フィリッポ・ロモロ・ネリ（イタリア語：Filippo Romolo Neri, 1515年7月22日 - 1595年5月26日）は、イタリア人のカトリック司祭で、オラトリオ会の創設者。カトリック教会の聖人で記念日は5月26日。喜びの聖人、ローマの第2の使徒と称される。

## 生涯

### 幼少時代
フィリッポ・ネリ司祭は1515年7月22日に、イタリアのフィレンツェで、公証人である父フランチェスコ・ネリと貴族階級の家系である母ルクレチア・ダ・モスキアーノの4人兄弟姉妹の長男として生まれた。母ルクレチアは、弟の出生による産褥で死亡した。ドミニコ会が経営する学校で教育を受けた後、17歳で、伯父にあたる富裕な商人であるロモロ家を継ぐべく、養子に出された。

### ローマへ
フィリッポ・ネリは、商売を学びつつも、自分の一生をいかに生きるべきか悩み、モンテ・カッシーノの教会に通う日々が続く。そこで、神への祈りに生きるべきであると確信し、ローマに出た。18歳の時である。
彼は、ローマ在住のフィレンツェ貴族の子弟の家庭教師をしながら、聖アウグスチノ修道会にて学びつつ、病院や救貧院での奉仕を始める。彼が理想とするのは、祈りを中心とする生活であった。しかし、修道院において聖職者になるための勉強をする時間が、フィリッポ・ネリにとって、祈りの時間を削ることになると考えさせるようになる。彼は、修道院での勉強に終止符を打ち、カタコンベで独り祈り、奉仕をする生活を始める。ただし、トマス・アクィナスの神学大全を学ぶことは欠かさなかった。

### 司祭へ
1544年彼は、聖セバスチャンのカタコンベにて、自らが、ペンテコスト（聖霊降臨）と表現する、神秘的な体験をする。ここから、彼の宣教活動が始まる。この頃、彼は、信徒のままで信仰の道を歩むことを望み、あえて司祭としての叙階を受けようとしなかった。フィリッポ・ネリは、信徒たちの集まりを組織し、教会の小祈祷所（オラトリオ）で集会を持ち、さらには、郊外にピクニックに出かけ、道すがら民衆が歌いやすい聖歌をうたったり、互いに説教をすることを試み、ともに、病院や救貧院に奉仕に出かけた。
このような活動を行うフィリッポ・ネリの聴罪司祭であったジョバンニ・ルネリは、彼の司祭としての適性を見抜き、司祭の叙階を受けるように勧めた。最初は、拒んでいたネリも、ルネリ司祭の情熱にほだされ、ついに1551年、司祭の叙階を受けた。

### 迫害
司祭となったフィリッポ・ネリは、信徒としてオラトリオで行っていた宣教活動を、さらに規模を拡大して進めていく。
1564年フィリッポ・ネリは、フィオレンティーニの洗礼者ヨハネ教会（Chiesa di San Giovanni Battista de' Fiorentini ）の主任司祭に着任する。
司祭となった、彼は、オラトリオの活動を積極的に推し進めた。
一見するとプロテスタントの宗教改革に似た、フィリッポ・ネリの手法は、当初、教皇庁ににらまれた。
さらに、彼の出身がフィレンツェであったことから、同地出身のジローラモ・サヴォナローラに傾倒する一派との疑念が抱かれ、説教を禁止されたり、嫌がらせや迫害を受けた。
しかし、カルロ・ボッロメーオ枢機卿の支持を得て、1575年教皇グレゴリオ13世は、ネリのオラトリオ会を勅許した。

### オラトリオ会
オラトリオ会は、修道会ではない。修道会は、修道者が上長の修道院長に絶対服従する会則をもっている。これに対して、オラトリオ会は、司祭と信徒のキリストへの愛徳により結ばれた共同体である。そこでは、重要事項は全員の決議一致によって決められる。
フィリッポ・ネリは、このオラトリオ会で歌う聖歌を、信徒であり、当時高名な作曲家であったジョヴァンニ・ダ・パレストリーナに依頼した。ここから、聖歌の一形式であるオラトリオが生まれた。
フィリッポ・ネリは、オラトリオ会が、野放図に拡大することを望まなかった。しかし、オラトリオ会に習おうとの意識が高まり、各地にオラトリオ会が自然発生していった。彼は、オラトリオ会は、ローマのオラトリオ会の指導を受けずに、各自独立に運営されることとした。

### 晩年
最晩年に、フィリッポ・ネリは、国際政治にかかわることとなる。
フランス国王アンリ4世は、ユグノーからカトリックへの改宗を、教皇庁に対して希望した。
教皇庁は、以前にも改宗を繰り返したアンリ4世の申し出を信頼できず、改宗問題は暗礁に乗り上げた。
このとき、フィリッポ・ネリは、フランス側の依頼で、教皇庁に助言を行い、足掛け5年の交渉の中で、アンリ4世の改宗は最終的に認められた。
これによって、アンリ4世は、有名なナントの勅令を出し、カトリック教国フランス国王としての地位を確立するとともに、信教の自由を国内に認めるのである。
1595年、度重なる吐血にもかかわらず、死の当日まで、祈りとミサを奉げることに専念し、フィリッポ・ネリは、79歳で穏やかにこの世を去った。

## 思想
フィリッポ・ネリの特異な思想は、宣教活動を、司祭と信徒の共同のものであると考え、さらに、奉仕に「喜び」を見出せるような、音楽や歌唱を取り入れることで、明るさを演出したことである。この手法は、教会離れが進んだ当時のローマの若者にとって、新鮮であった。
当時は、ルネサンスと宗教改革の影響により、若者の生活は、退廃的で非宗教的になっていた。
若者の宗教離れと享楽主義が、どこの都市でも問題になっていた。
しかし、これに対応する倫理的な基盤であるはずの教皇庁は、聖職売買などの横行により、必ずしも適切な役割をはたしていなかった。
フィリッポ・ネリは、当時一般的だった、一般の民衆から離れた貴族的な司祭のあり方に疑問を投げかけ、若者の中に自ら飛び込んでいく、新しい形の聖職者像をつくりあげた。
その一方で、彼は、若者に対して罪の告白と懺悔である告解の秘跡を積極的に受けるようにすすめた。
ネリは、告解を聴く司祭として、特別の能力を与えられていた。一般の信徒のみならず、枢機卿や教皇までもが、彼を聴罪司祭に指名したことがこれを示している。
ネリ自身のモットーは、「神への従順、神のみ旨への謙遜、神以外のすべてのものからの離脱」であった。

## 関連図書
- 柳沼千賀子・聖フィリポ・ネリ―喜びの預言者（ドン・ボスコ新書） ドンボスコ社 ISBN 978-4886264985